# Arnošt Vykoukal

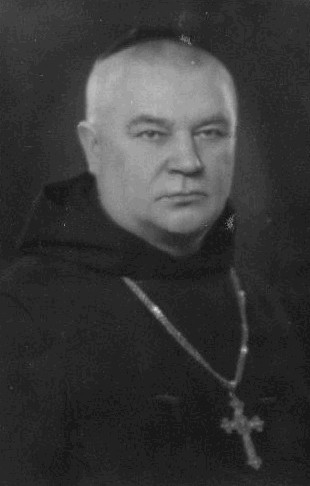
Abt Arnošt Vykoukal

Arnošt Vykoukal OSB (* 7. Mai 1879 in Žernovka bei Mukařov, Österreichisch-Ungarische Monarchie als Ernst Vykoukal; † 10. September 1942 im KZ Dachau) war ein tschechischer Benediktiner sowie Prior und ab 1925 Abt des Emausklosters in der Prager Neustadt. Nach 1919 erwarb er sich große Verdienste um die geistliche und moralische Erneuerung der Emausabtei und des tschechischen Katholizismus.

## Leben
Arnošt Vykoukal stammte aus armen Verhältnissen. Als Jugendlicher verbrachte er im Rahmen eines Schüleraustausches ein Jahr in einer deutschen Familie, wodurch er sehr gut deutsch sprechen konnte. Anschließend war er Schüler der Emautiner Oblatenschule und trat danach als Novize in das Kloster Emaus ein. Am 11. November 1901 legte er die Ordensgelübde ab. Nach dem Studium der Philosophie an der Karls-Universität Prag und der Theologie in der Erzabtei Beuron wurde er am 22. September 1906 durch den Prager Erzbischof Leo Skrbenský von Hříště zum Priester geweiht. Anschließend wurde er zu weiteren Studien nach Löwen in Belgien und England entsandt.
Nachdem der deutsche Konvent der Beuroner Kongregation einschließlich des Abtes Albanus Schachleiter das Emauskloster nach der Gründung der Tschechoslowakei 1919 verlassen musste, geriet das Kloster in politische Turbulenzen. Zudem wurde ein großer Teil der Klostergebäude vom staatlichen Konservatorium besetzt. 1922 wurde Arnošt Vykoukal zum Prior und Administrator des Klosters berufen. Nachfolgend bemühte er sich um eine Stabilisierung des Klosterlebens und eine Besserung in den Beziehungen zwischen Staat und Kirche. Dadurch hörten die politischen Angriffe gegen das Emauskloster auf. Nachdem Albanus Schachleiter 1924 als Abt resignierte, wurde im September 1925 Arnošt Vykoukal im ersten Wahlgang zu seinem Nachfolger gewählt. In dieser Funktion erneuerte er die Tradition der Gottesdienste in der Altkirchenslawischen Sprache, wodurch sich der Slawenapostel-Kult entwickelte und die Gottesdienste wieder stärker besucht wurden. Bis 1929 stieg die Kommunität in Emaus auf 68 Mitglieder, darunter 22 Priester, 13 Novizen, vier Kleriker und 29 Laienbrüder. Von 1933 bis Kriegsbeginn 1939 veranstaltete er Liturgische Wochen, an denen neben tschechischen auch ausländische und Beuroner Theologen teilnahmen. Mit den Veranstaltungen wurde eine Rückkehr zu den Wurzeln des frühen Christentums verfolgt. Gleichzeitig war Vykoukal ein Befürworter des Liturgischen Apostolats. Dadurch wurde das Kloster zu einem wichtigen Zentrum der liturgischen Reform sowie der Erneuerung des tschechischen Katholizismus.
Nach der Zerschlagung der Rest-Tschechei 1939 wurde am 16. Juli 1942 die Emaus-Abtei von der deutschen Armee besetzt. Das Zimmer des Abtes Vykoukal wurde von der Gestapo durchsucht, weil ihm die „Tschechisierung“ des Klosters vorgeworfen wurde. Er musste Prag verlassen und wohnte vorübergehend in Pilsen, wobei ihm verboten wurde, Kontakt mit der Kommunität aufzunehmen. Am 7. August 1942 wurde er in das KZ Dachau verschleppt, wo er am 10. September 1942 an Dysenterie starb.